# Allothnonius brooksi
Allothnonius brooksi är en skalbaggsart som beskrevs av Britton 1978. Allothnonius brooksi ingår i släktet Allothnonius och familjen Melolonthidae. Inga underarter finns listade i Catalogue of Life.